# Pieczarka krótkotrzonowa
Pieczarka krótkotrzonowa (Agaricus lanipes (F.H. Møller & Jul. Schäff.) Hlaváček) – gatunek grzybów z rodziny pieczarkowatych (Agaricaceae).

## Systematyka i nazewnictwo
Pozycja w klasyfikacji według Index Fungorum: Agaricus, Agaricaceae, Agaricales, Agaricomycetidae, Agaricomycetes, Agaricomycotina, Basidiomycota, Fungi.
Po raz pierwszy takson ten zdiagnozowali w 1938 r. Friedrich Alfred Møller i Julius Schäffer, nadając mu nazwę Psaliota lanipes. Obecną, uznaną przez Index Fungorum nazwę nadał mu w 1949 r. J. Hlaváček.
Synonimy naukowe:
- Agaricus lanipes (F.H. Møller & Jul. Schäff.) Hlaváček 1949 var. lanipes
- Agaricus lanipes var. luteolorufescens (P.D. Orton) Bon & Courtec. 2008
- Agaricus lanipes var. macrosporus Saini, Atri & A.K. Gupta 1992
- Agaricus lanipes var. verecundus (F.H. Møller) F.H. Møller 1952
- Agaricus luteolorufescens P.D. Orton 1960
- Psalliota lanipes F.H. Møller & Jul. Schäff. 1938
- Psalliota lanipes F.H. Møller & Jul. Schäff. 1938 var. lanipes
- Psalliota lanipes var. verecunda F.H. Møller 1950[2].

Polską nazwę zaproponował Władysław Wojewoda w 2003 r.

## Morfologia
Kapelusz
Mięsisty, o średnicy do 12 cm, czasami nawet do 25 cm. Początkowo półkulisty, później płaski, czasami z wklęsłym środkiem. Powierzchnia biała z brązowymi łatkami, brzeg cienki, nie podwinięty i przeważnie z resztkami osłony częściowej.
Blaszki
Cienkie, gęste, wolne. Tylko u bardzo młodych okazów białe, szybko stają się różowe, potem od zarodników stają się coraz ciemniejsze; czekoladowobrązowe i ciemnobrązowe.
Trzon
O wysokości 5–16 cm i grubości 1,5–2,5 cm, cylindryczny, u podstawy rozszerzony, w środku pusty. Posiada charakterystycznie żebrowany pierścień. Na powierzchni trzonu pod pierścieniem drobne, gęste i odstające jasnobrązowe kosmki, czasami łuseczki. Z podstawy trzonu wyrasta krótka, żółta ryzomorfa.
Miąższ
Miąższ białawy, na przekroju lekko różowiejący. Zapach przyjemny.
Cechy mikroskopowe
Wysyp zarodników ciemnobrązowy. Zarodniki elipsoidalne, wydłużone o wymiarach 5,5–8,0 × 3,5–5,5 µm. Na ostrzach blaszek liczne szeroko maczugowate, hialinowe cheilocystydy.
Gatunki podobne
- Pieczarka leśna (Agaricus silvaticus). Odróżnia się drobniejszymi łuseczkami, niemal gładkim trzonem i zapachem świeżego drewna lub stearyny[5].
- Pieczarka krwawiąca Agaricus langei. Jej miąższ po nacięciu natychmiast barwi się na czerwono[6].

## Występowanie i siedlisko
Pieczarka krótkotrzonowa znana jest tylko w Europie, Australii i Nowej Zelandii. W piśmiennictwie naukowym na terenie Polski do 2003 r. podano tylko jedno stanowisko w okolicach Częstochowy. W 2006 r. znaleziono nowe stanowisko w Wielkopolsce. Więcej stanowisk podaje internetowy atlas grzybów.
Naziemne grzyby saprotroficzne rosnące w parkach, ogrodach, liściastych lasach i na siedliskach ruderalnych.